# Póvoa de Varzim
Póvoa de Varzim (phát âm tiếng Bồ Đào Nha: [pɔvuɐ dɨ vɐɾzĩ]; phát âm tiếng Bồ Đào Nha: [pɔβuɐ dɨ bɐɾziŋ]) là một huyện thuộc tỉnh Porto, Bồ Đào Nha. Thành phố Póvoa de Varzim có một giáo khu với dân số năm 2001 là 63.470 và ước tính năm 2011 là 63.364 người.
Póvoa de Varzim Khu vực huyện mở rộng, phía nam, Vila Conde, và có khoảng 100.000 cư dân trong các tích tụ huyện một mình. Nó nằm trong một đồng bằng cát ven biển, nằm ở phía nam của Cape Santo André, nằm giữa sông Minho và Douro.
Khu định cư lâu dài tại Póvoa de Varzim có lịch sử từ khoảng bốn đến sáu ngàn năm trước đây, trước Công nguyên khoảng 900, tình trạng bất ổn trong khu vực đã dẫn đến việc thành lập của một thành phố có tường thành. Đại dương đã đóng một phần quan trọng trong nền văn hóa và nền kinh tế thông qua thương mại hàng hải, và sau đó thông qua ngư nghiệp và đến thế kỷ 18 thành cảng cá chính ở miền bắc Bồ Đào Nha. Kể từ cuối thế kỷ 19, những bãi biển của nó đã giúp nó trở thành một trong những khu du lịch chính của khu vực.
Póvoa de Varzim là một trong những khu vực đánh bạc hợp pháp ở Bồ Đào Nha, và có dệt may đáng kể và các ngành công nghiệp thực phẩm. Thành phố có ẩm thực ăn hải sản phong phú, và vẫn giữ được phong tục cổ xưa chẳng hạn như hệ thống chữ viết siglas poveiras và kỹ thuật canh tác masseira.